# Rímac (fiume)
Il Rímac (in spagnolo Río Rímac) è un fiume situato nel Perù occidentale. È la più importante fonte di acqua potabile per la città di Lima e l'area metropolitana di Callao.
Il fiume sorge sulla pendici occidentali della cordigliera delle Ande a un'altitudine di circa 5.508 metri sul livello del mare, nel Nevado Paca (Provincia di Huarochirí, regione di Lima). Tra i suoi più importanti affluenti vi sono il Santa Eulalia, il San Mateo o Alto Rímac, il Río Blanco e il Surco. Il fiume sfocia nell'Oceano Pacifico presso Callao, vicino all'aeroporto internazionale Jorge Chavez, dopo aver percorso 160 km. Ha un bacino idrografico di 3.312 km², mentre la sua portata massima in 24 ore, registrata nella stazione di Chosica, ammonta a 385 metri cubi al secondo (anno 1941); è stata uguagliata solo in un'altra occasione con 380 metri cubi al secondo nel 1955.

## Etimologia
Il nome "Rímac" deriva dalla parola quechua rimaq, che significa "parlatore"; è questo il motivo per cui il fiume è stato soprannominato El Río Hablador ("il fiume parlante"). Probabilmente questo nome fu dato dagli Incas, a causa del forte rumore che producono le sue acque nei periodi di piena, quando queste si scontrano con le pietre del fondo.

## Origini storiche dell'inquinamento del fiume
L'inquinamento del fiume ha nel passato gravemente mietuto malattie nelle popolazioni delle valli attraversate, tra cui colera e tifo, e la storia dell'inquinamento ha radici lontane, testimoniate dal sito archeologico di Puruchuco, che sorge nella Valle del Rimac ad un'altitudine di 200 metri. In esso, dove sono state riportate alla luce più di 2.200 mummie, sono state scoperte dagli archeologi evidenti tracce di inquinamento risalente a cinque secoli fa. Gli Inca della comunità vissuta fra il 1450 ed il 1532 si trovarono a fronteggiare gravi malattie epidemiche provocate da un inquinamento i cui fattori endemici sono oggetto di studio presso l'Università di Lima.